# 坎迪亚卡纳韦塞
坎迪亚卡纳韦塞（意大利语：Candia Canavese），是意大利北部皮埃蒙特大区都灵省的一个市镇。总面积9.2平方公里，总人口1317，人口密度143.2人/平方公里（2010年12月31日）。